# Gajówka Lipniak-Majorat
Gajówka Lipniak-Majorat – osada leśna w Polsce położona w województwie mazowieckim, w powiecie wyszkowskim, w gminie Długosiodło.
W latach 1975–1998 miejscowość administracyjnie należała do województwa ostrołęckiego.